# Goudgestreepte kortschildkever
De goudgestreepte kortschildkever (Staphylinus caesareus) is een insect uit de familie kortschildkevers (Staphylinidae). Een andere benaming is goudstreep kortschildkever, en deze soort is familie van de stinkende kortschildkever (Staphylinus olens).

## Beschrijving
Het is een grotere soort tot 25 millimeter met een kenmerkend uiterlijk; het achterlijf, borststuk en de kop zijn zwart met enkele lichtere vlekjes, de korte vleugels, tasters en de poten zijn rood tot roodbruin. Het lichaam is zoals alle kortschildkevers sterk langwerpig en de kleine, gele vlekjes op het achterlijf zijn fijne haartjes. Deze soort lijkt sterk op Platydracus stercorarius, de laatste soort blijft echter kleiner en heeft meer witte vlekjes.

## Algemeen
De goudstreepte kortschildkever is in Nederland en België zeldzaam, en komt in Nederland alleen voor in het zuiden. De meeste grotere kortschildkevers zijn echte roofdieren en ook deze soort jaagt op slakken en insectenlarven die met de grote kaken in stukjes worden geknipt en opgegeten. Ook de larve van de kortschildkever is een jager en omdat zowel slakken als veel in de bodem levende insectenlarven schadelijk zijn, mag de kever als nuttig worden beschouwd. Deze soort is een goede vlieger en van mei tot augustus te zien en is zowel overdag als 's nachts actief.